# 四十八歳の抵抗
『四十八歳の抵抗』（よんじゅうはっさいのていこう）は、石川達三の同名ベストセラー小説を、新藤兼人が脚色し吉村公三郎が監督した日本映画。

## ストーリー
まじめにコツコツと働き家庭を築いてきた中年男性が、老いゆく中で欲求不満をつのらせ、ヌードモデルと火遊びを通じて家庭を崩壊させてゆく。

## キャスト
- 西村耕太郎：山村聡
- 妻さと子：杉村春子
- 娘理枝：若尾文子
- 能代雪江：小野道子
- 弟敬：川口浩
- 曾我法介：船越英二
- ユカ：雪村いづみ
- マダム：村田知栄子
- 島田課長：石黒達也
- 矢崎部長：三津田健
- 杉野の妻：竹里光子
- 白竜館主人白井：伊東光一
- 白竜館の番頭：春本不二夫
- 松東ホテル主人：潮万太郎
- モスコーの女A：瀬戸ヱニ子
- モスコーの女B：大浜千鶴子

## スタッフ
- 監督：吉村公三郎
- 脚色：新藤兼人
- 製作：永田雅一
- 音楽：池野成
- 撮影：中川芳久
- 美術：間野重雄
- 照明：泉正蔵
- 録音：橋本国雄
- 配給：大映

## ビデオソフト化
ビデオソフトは一般家庭にビデオが普及する前の1981年頃、大映映像事業部から5万円で発売されたことがあるのみで、その後一切再発売されていない。

## ユカる族と抵抗族
女性誌『新婦人』によればこの映画のヒロイン「ユカ」によって若い女性が「自分を守りながら相手を満足させてタカる」という意味のユカるという言葉を使うようになり、「ユカる」を使う女性はユカる族と呼ばれるようになったとされる。なお、このユカる族はカマトトであり、映画の中のユカのような女性とは異なっている。
また、ユカのような女性を求める中年男性は抵抗族と呼ばれるようになったとされる。